# Остання сповідь
«Остання сповідь» (рос. «Последняя исповедь») — російський чотирисерійний телевізійний художній фільм режисера Сергія Ляліна, знятий у 2006 році. Присвячений діяльності підпільної антинацистської організації «Молода гвардія», що діяла у роки німецько-радянської війни в окупованому місті Краснодон Ворошиловградської області Української РСР (нині — Сорокине Луганської області України).

## Сюжет
Фільм «Остання сповідь» розповідає про підпільну молодіжну комсомольську організацію «Молода гвардія», яка здійснювала свою діяльність з вересня 1942 року по січень 1943 року в окупованому німецько-нацистськими загарбниками місті Краснодон. Подвиг героїв Олега Кошового, Любові Шевцової, Уляни Громової, Сергія Тюленіна, Івана Земнухова та багатьох інших учасників творці фільму доповнили релігійними мотивами, втіленими у вигаданому образі Альоші-мовчуна. Також з-поміж дійових осіб фільму зникли такі учасники подій, що реально існували, керівники організації Іван Туркенич і Віктор Третьякевич, а також ряд героїв, описаних у романі Олександра Фадєєва «Молода гвардія», наприклад, підпільник Шульга.
Вперше в художньому творі показано персону головного негативного героя — реально існуючого керівника німецької жандармерії Краснодонського округу Ернста-Еміля Ренатуса, в чиї безпосередні обов'язки входила боротьба з партизанами й підпіллям в окрузі (у книзі Олександра Фадєєва згадки про нього немає зовсім, як у художньому фільмі 1948 року «Молода гвардія» режисера Сергія Герасимова). Всупереч факту, що він помер у радянському таборі у квітні 1950 року, за сюжетом фільму йому вдалося втекти та через багато років він повертається на місце злочину в Краснодон, щоб вдатися до спогадів про минуле.

## Акторський склад
- Іван Вікулов — Олег Кошовий
- Анастасія Паніна — Любов Шевцова
- Ельдар Лебедєв — Сергій Тюленін
- Валерія Каленнікова — Уляна Громова
- Тимур Орагвелідзе — Жора Арутюнянц
- Людмила Колесникова — Валя Борць
- Єва Авдєєва — Ніна Іванцова
- Катерина Виноградова — Оля Іванцова
- Сергій Лактюнькін — Іван Земнухов
- Павло Хрульов — Сергій Левашов
- Антон Феоктистов — Євген Мошков
- Володимир Корєнєв — генерал вермахту
- Олександр Тютін — Ернст-Еміль Ренатус, майор СС, керівник жандармерії
- Олексій Артамонов — Хельмут
- Володимир Терещенко — Фогель, єфрейтор вермахту
- Юрій Назаров — Чижов, командир Червоної армії
- Анатолій Котенєв — Рикін, поліцай
- Денис Карасьов — Платон, поліцай
- Марія Бушмельова — сестра Івана Земнухова
- Наталія Долгушина — сестра Олега Кошового
- Світлана Іванова — Надія Тюленіна
- Валентина Ананіїна — баба Маруся
- Олександр Вешніков — дід Клави
- Світлана Копилова — мати Сергія Тюленіна
- Наталія Савченко — Матрона Савеліївна Громова, мати Уляни Громової
- Марина Фьодорова — мати Іванцових
- Ніна Дульцева — мати Жори Арутюнянца
- Софія Сотничевська — Наталія Петрівна Сергеєва, бабуся Люби Шевцової
- Лариса Маслова — офіцерка гестапо

## Нагороди
- 2007 — перше місце в конкурсі телевізійних фільмів II Міжнародного кінофестивалю сімейних та дитячих фільмів «Вірне серце» (Москва) — «За яскраве втілення військово-патріотичної теми».